# Бэтмен: Самозванец
«Бэтмен: Самозванец» (англ. Batman: The Imposter) — ограниченная серия комиксов, которую в 2021 году издавала компания DC Comics.

## Синопсис
В Готэм-Сити появляется самозванец, выдающий себя за Бэтмена, который убивает преступников. Брюсу Уэйну, настоящему Бэтмену, предстоит очистить своё имя.

### Выпуски
| № | Дата выхода     | Оценка на Comic Book Roundup    | Предполагаемый объём продаж (первый месяц) |
| - | --------------- | ------------------------------- | ------------------------------------------ |
| 1 | 12 октября 2021 | 8,2 из 10 на основе 13 рецензий | 59 600, позиция в Северной Америке — 23    |
| 2 | 9 ноября 2021   | 8,3 из 10 на основе 6 рецензий  | н/д                                        |
| 3 | 14 декабря 2021 | 8,3 из 10 на основе 8 рецензий  | н/д                                        |

### Сборники
| Название             | Тип              | Дата выхода     | Собранный материал        | Кол-во страниц | ISBN                      |
| -------------------- | ---------------- | --------------- | ------------------------- | -------------- | ------------------------- |
| Batman: The Imposter | Твёрдый переплёт | 22 февраля 2022 | Batman: The Imposter #1-3 | 168            | 9781779514325, 1779514328 |

## Отзывы
На сайте Comic Book Roundup серия имеет оценку 8,3 из 10 на основе 27 рецензий. Дастин Холланд из Comic Book Resources, обозревая дебют, написал, что «хотя это и не идеальный комикс, он столь же интересен, сколь и амбициозен». Николь Драм из ComicBook.com посчитала, что «Batman: The Imposter #1 — самый аутентичный комикс о Бэтмене за очень долгое время». Дэн Спинелли из Aipt дал первому выпуску 7,5 балла из 10 и отметил, что «несмотря на то, что рисунки Андреа Соррентино придают комиксу жгучую красоту, история больше напоминает стандартные рассказы о Бэтмене». Гильермо Куртен из Screen Rant включил серию в список 10 лучших комиксов DC за 2021 год по версии Reddit.